# Dikasterium für die orientalischen Kirchen
Das Dikasterium für die orientalischen Kirchen (lat.: Dicasterium pro Ecclesiis Orientalibus) ist eine Zentralbehörde (Dikasterium) der römischen Kurie, die zentrale Leitungsaufgaben für die Universalkirche wahrnimmt.

## Entstehung
Die Ostkirchenkongregation, die ursprünglich nur eine Abteilung der Kongregation für die Glaubensverkündigung (Sacra Congregatio de Propaganda Fide) war, wurde am 1. Mai 1917 durch das Motu proprio Dei Providentis Papst Benedikts XV. zur selbstständigen Behörde erhoben. Sie trug zunächst den Namen „Heilige Kongregation für die orientalische Kirche“, wurde aber 1967 von Paul VI. in „Heilige Kongregation für die orientalischen Kirchen“ (Plural) (Sacra Congregatio pro Ecclesiis Orientalibus) umbenannt. 1984 entfiel das Attribut „heilig“. Mit Inkrafttreten der Apostolischen Konstitution Praedicate Evangelium am 5. Juni 2022 erhielt sie die Bezeichnung „Dikasterium für die orientalischen Kirchen“ (“Dicastero per le Chiese orientali”).

## Aufgabe
Der Geschäftsbereich des Dikasteriums für die orientalischen Kirchen umfasst alle Angelegenheiten, die das Verhältnis der mit Rom unierten Ostkirchen und dem Heiligen Stuhl betreffen, das heißt die Verbindung zu suchen und zu halten, ihr Wachstum zu fördern, ihre Rechte zu sichern und auch ihr Erbe der verschiedenen orientalischen christlichen Traditionen lebendig und vollständig zu erhalten.
Das Dikasterium für die orientalischen Kirchen hat heute ad normam iuris über die Eparchien (Diözesen), die Bischöfe, den Klerus, die Ordensleute und die Gläubigen der orientalischen Riten die gleichen Befugnisse wie die entsprechenden Kongregationen über die Anhänger des lateinischen Ritus. In Ägypten und der Sinaihalbinsel, Eritrea und Nordäthiopien, Südalbanien, Bulgarien, Zypern, Griechenland, Iran, Irak, Libanon, Palästina, Syrien, Jordanien und der Türkei hat sie sogar die ausschließliche Kompetenz.
Das Dikasterium koordiniert die Arbeit dreier Expertenkommissionen:
1. die Sonderkommission für die orientalische Liturgie
2. die Sonderkommission für die Studien des Christlichen Orients
3. die Kommission für die Ausbildung des Klerus und der Ordensleute

Das Dikasterium gibt auch eine Zeitschrift (S.I.C.O. Servizio Informazioni Chiese Orientali) heraus, die über ihre Aktivitäten berichtet, in der Verlautbarungen des Papstes bzgl. der Ostkirchen veröffentlicht werden und aktuelle Nachrichten und Meldungen aus dem Bereich der orientalischen Kirchen bekanntgemacht werden.
Finanziert wird die Arbeit des Dikasteriums mit Mitteln des Heiligen Stuhls und Spendengeldern verschiedener internationaler Hilfsorganisationen (z. B. die Catholic Near East Welfare Association in den USA) und Privatpersonen. Zur Koordinierung dieser Hilfsorganisationen gibt es die R.O.A.C.O. (Riunione delle Opere di Aiuto alle Chiese Orientali), deren Vorsitzender der Kardinalpräfekt ist.

## Struktur
An der Spitze des Dikasteriums für die Ostkirche steht ein Kardinalpräfekt; ihm zur Seite stehen ein Sekretär, ein Untersekretär und 29 weitere fest angestellte Mitarbeiter. Außerdem wird die Kongregation in ihrer Arbeit von einem 50-köpfigen Beratergremium (Konsultoren) unterstützt.
Claudio Gugerotti wurde durch Papst Franziskus am 21. November 2022 zum Präfekten ernannt.

### Mitglieder
Das Dikasterium selbst besteht zusätzlich zum Präfekten aus 16 Kardinälen, vier Patriarchen, zwei Großerzbischöfen, drei Erzbischöfen und vier Bischöfen, die vom Papst für jeweils fünf Jahre berufen werden. Geborene Mitglieder sind die Patriarchen und Großerzbischöfe der orientalischen Kirchen und der Präsident des Päpstlichen Rates zur Förderung der Einheit der Christen. Mitglieder der Kongregation sind zurzeit:
Kardinäle
- Berhaneyesus Demerew Souraphiel CM (seit 2009)[1]
- Kurt Koch (seit 2010)[2]
- Reinhard Marx (seit 2012)[3]
- Timothy Michael Dolan (seit 2012)[4]
- Lucian Mureșan (seit 2012)[4]
- Fernando Filoni (seit 2012)[4]
- Gerhard Ludwig Müller (seit 2014)[5]
- Péter Erdő (seit 2015)[6]
- Thomas Collins (seit 2015)[6]
- Mario Zenari (seit 2017)[7]
- Marcello Semeraro (seit 2020)[8]
- Robert Sarah (seit 2021)[9]
- Luis Antonio Tagle (seit 2021)[10]
- Víctor Manuel Fernández (seit 2023)[11]
- George Jacob Koovakad (seit 2025)[12]

Patriarchen
- Gregor III. Laham
- Béchara Pierre Raï OMM (seit 2012)[3]
- Louis Raphaël I. Sako (seit 2014, 2018 bestätigt)[13]
- Pierbattista Pizzaballa OFM (seit 2017, seit 2020 als Patriarch)[14]

Großerzbischöfe
- Isaac Cleemis Thottunkal
- Swjatoslaw Schewtschuk (seit 2011)[15]

Erzbischöfe
- Ján Babjak SJ (seit 2009)[1]
- Menghisteab Tesfamariam (seit 2015)[6]
- Fülöp Kocsis (seit 2015)[6]

Bischöfe
- Antoine Audo SJ
- Pierre Bürcher
- Valerio Lazzeri (seit 2023)[16]
- Gregor Maria Hanke OSB (seit 2024)

## Sekretäre
- Nicolò Kardinal Marini (1917–1922)
- Giovanni Kardinal Tacci Porcelli (1922–1926)
- Luigi Kardinal Sincero (Pro-Sekretär 1926–1927, Sekretär 1927–1936)
- Eugène Kardinal Tisserant (1936–1959)
- Amleto Giovanni Kardinal Cicognani (1959–1961)
- Gabriel Acacius Kardinal Coussa BA (Pro-Sekretär 1962, Sekretär 1962)
- Gustavo Kardinal Testa (1962–1965)
- Mario Brini (1965–1982)
- Miroslav Stefan Marusyn (1982–2001)
- Antonio Maria Vegliò (2001–2009)
- Cyril Vasiľ SJ (2009–2020)
- Giorgio Demetrio Gallaro (2020–2023)
- Michel Jalakh OAM (seit 2023)

## Präfekten
Bis 1967 war der Papst selber Präfekt der Kongregation.
- Gustavo Kardinal Testa (Pro-Präfekt 1965–1967, Präfekt 1967–1968)
- Maximilien Kardinal de Fürstenberg (1968–1973)
- Paul-Pierre Kardinal Philippe OP (1973–1980)
- Władysław Kardinal Rubin (1980–1985)
- Duraisamy Simon Kardinal Lourdusamy (1985–1991)
- Achille Kardinal Silvestrini (1991–2000)
- Ignatius Moussa I. Kardinal Daoud (2000–2007)
- Leonardo Kardinal Sandri (2007–2022)
- Claudio Kardinal Gugerotti (seit 2022)